# Menschliche Fortpflanzung

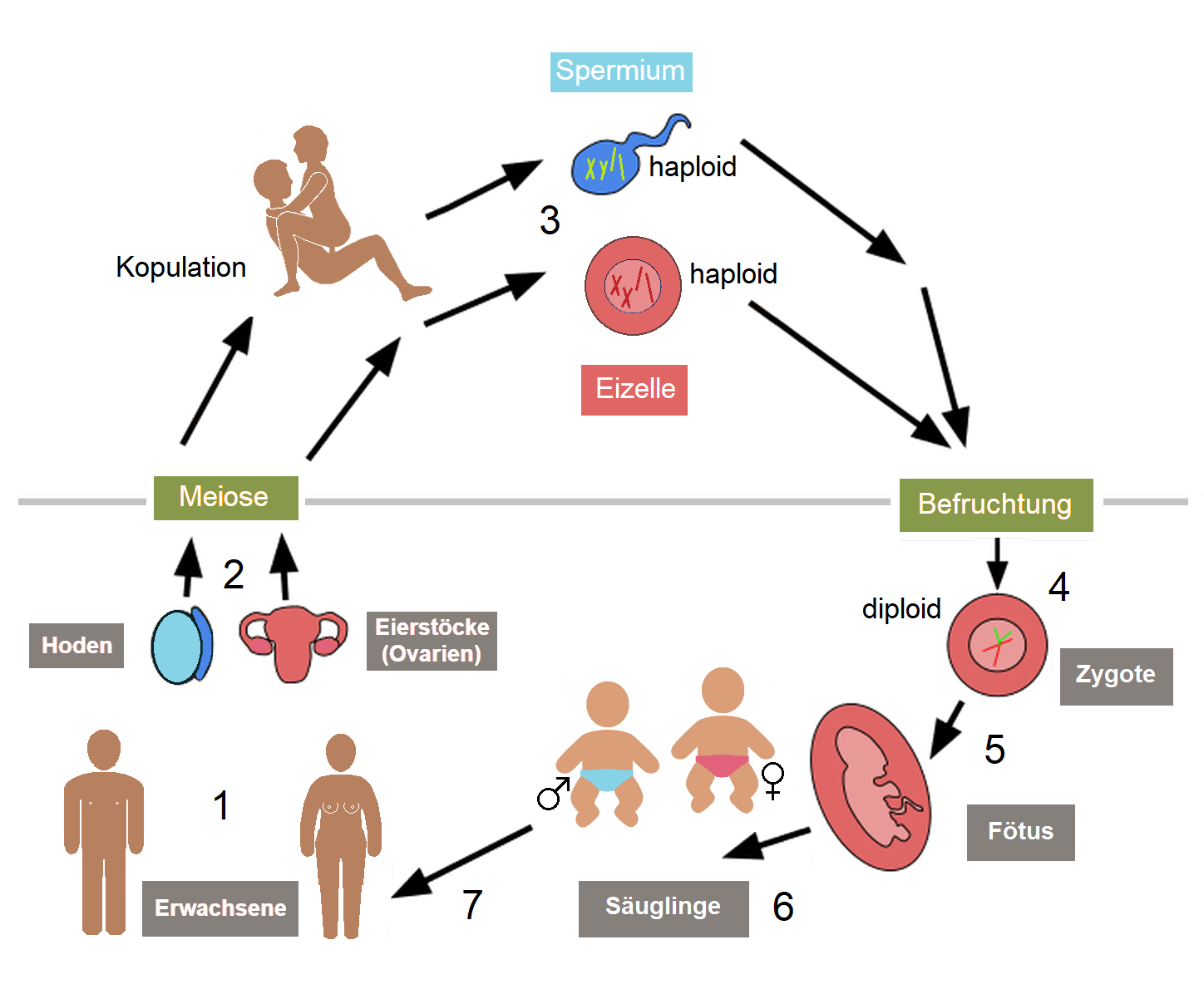
Biologischer Lebenszyklus des Menschen:
1. Geschlechtsreife; 2. Spermatogenese und Oogenese; 3. Vaginalverkehr ggf. mit Befruchtung;
4. Zygote; 5. Fetogenese; 6. Geburt von Säuglingen;
7. Adoleszenz (Geschlechtsreife).

Die menschliche Fortpflanzung ist eine Form der geschlechtlichen Fortpflanzung. Der biologische Kreislauf der menschlichen Fortpflanzung beinhaltet als wesentlichen Schritt das Eindringen eines menschlichen Spermiums in eine menschliche Eizelle (Befruchtung). Hierbei entsteht eine Zygote, aus welcher nach der Embryonal- und Fetalentwicklung menschliche Nachkommen hervorgehen können. Eine Voraussetzung ist die Funktion der menschlichen Reproduktionsorgane, die Fruchtbarkeit der Frau und des Mannes.
Neben der natürlichen Fortpflanzung auf der Grundlage der Paarung durch vaginale Kohabitation gibt es durch die Reproduktionsmedizin weitere Möglichkeiten, eine Schwangerschaft herbeizuführen. Im Verhältnis zur gesamten Weltbevölkerung ist der Anteil an Menschen, die durch intrauterine Insemination und In-Vitro-Fertilisation gezeugt wurden, bislang sehr gering.
Künstliches Klonen ist keine sexuelle Fortpflanzung, wäre aber auch beim Menschen theoretisch möglich.
Wenn über mehr als eine Generation die Gesamtzahl der Nachkommen die Gesamtzahl der Eltern übersteigt, kommt es durch die generative Vermehrung zum Bevölkerungswachstum. Durch die Erkenntnisse der Medizin im Bereich Sexualhygiene, Geburtshilfe und Säuglingspflege, die einen signifikanten Rückgang der Kindersterblichkeit ermöglicht haben, aber auch durch verbesserte allgemeine Hygiene, ist es zu einem raschen Anwachsen der Weltbevölkerung durch natürliche Fortpflanzung gekommen.
Die menschliche Fortpflanzung hängt vom generativen Verhalten ab. Für sexuell aktive Menschen, die keinen Kinderwunsch haben oder kein weiteres Kind mehr möchten, wurde es durch verschiedene Methoden der Empfängnisverhütung möglich, ihr Sexualleben zu führen, ohne Kinder zu zeugen. Weltweit nutzen etwa 57 Prozent der liierten bzw. verheirateten Paare mit Frauen im reproduktiven Alter Methoden der Empfängnisverhütung (Stand 2015).

## Natürliche Fortpflanzung
Beim vaginalen Intimverkehr ohne Kondom gelangen Spermien in die Vagina, sowohl mit dem Präejakulat als auch bei der männlichen Ejakulation. Ohne Verhütungsmittel besteht für eine Frau in ihren fruchtbaren Tagen eine hohe Wahrscheinlichkeit einer Empfängnis. Beim Vaginalsex wird durch die männliche Ejakulation Spermienflüssigkeit im hinteren Scheidengewölbe deponiert. Bewegungsfähige Spermien schwimmen aktiv durch den Muttermund und durch die Uterushöhle bis in die Eileiter (Spermatozoenaszension). Wenn die Spermien nach einer bereits erfolgten oder danach erfolgenden Ovulation auf eine Eizelle treffen, kann ein Spermium diese befruchten. Die dadurch entstehende Zygote entwickelt sich zu den embryonalen Frühstadien Morula und Blastula. Währenddessen wandert der Embryo durch den Eileiter in den Uterus. Die Einnistung des nun als Blastozyste bezeichneten Embryos mit dem Beginn der Bildung von humanem Choriongonadotropin (hCG) kennzeichnet den Beginn einer Schwangerschaft.
Da es beim Menschen keine Paarungszeit gibt, paaren sich sexuell aktive Menschen unabhängig von der Zeit des Eisprungs über den weiblichen Monatszyklus verteilt, auch dann noch, wenn sich ein möglicher Fortpflanzungserfolg durch eine schon bestehende Schwangerschaft abzeichnet (siehe Sex in der Schwangerschaft), aber auch nach der Menopause, wenn keine Fortpflanzung mehr zu erwarten ist. Hierin unterscheidet sich der Mensch von den meisten anderen Säugetieren. Die Bonobos zeigen ein vergleichbares teilweise von der Fortpflanzungsfunktion unabhängiges sozio-sexuelles Verhalten.
Beim Menschen ist eine lange Zeit der Brutpflege erforderlich, um einen tatsächlichen Fortpflanzungserfolg sicherzustellen. Fürsorgliches Verhalten gegenüber Jüngeren ist ein angeborenes Programm. Es gehört zu den elterlichen Investitionen, die für das Überleben und die Entwicklung der Nachkommen notwendig sind. Durch die Gehirnentwicklung und die im Verhältnis dazu bestehende Enge des Geburtskanals gilt das Neugeborene als „physiologische Frühgeburt“. Es kommt in einem extrem hilflosen Zustand zur Welt und kann sich nicht von der Stelle bewegen kann. Ein Repertoire sozialer Kompetenzen ermöglicht ihm jedoch soziale Interaktionen mit Betreuungs- und Bindungspersonen. Mit dem Kindchenschema lösen Säuglinge und Kleinkinder eine Motivation zur Fürsorge aus. Diese erfolgt durch die Eltern, Großeltern und andere Personen aus dem sozialen Umfeld, außerdem in für die jeweiligen Altersstufen vorgesehenen Einrichtungen. Forschungen von René A. Spitz zeigten, dass mangelnde Umsorgung und lieblose Behandlung eines Säuglings Entwicklungsstörungen nach sich ziehen (Hospitalismus). Zur Entwicklung des Menschenkindes als Wesen mit ausgeprägten angeborenen sozialen Bedürfnissen gibt es eine komplexe Bindungstheorie. Trotz der im Laufe der Kindheit und Jugend nach und nach zunehmenden Selbstständigkeit reicht die teilweise Abhängigkeit von Erwachsenen meist in das Alter der Geschlechtsreife und Adoleszenz hinein. Unter Umständen kommt es schon vor dem Erreichen der Unabhängigkeit von Eltern bzw. Betreuern zu Teenagerschwangerschaften und zur Mutterschaft Minderjähriger.
Die durchschnittlichen Generationenabstände liegen je nach Land zwischen 25 und 30 Jahren, wobei sie in den männlichen Linien etwas länger sind als in den weiblichen.
Die Geburtenziffern sind seit 1950 in allen Teilen der Welt gesunken. Inzwischen ist ein leichter Wiederanstieg in manchen Industrieländern zu erkennen. In den Ländern mit dem niedrigsten HDI liegt die Geburtenrate trotzdem noch bei 4,3. Viele Menschen in Ländern mit niedrigem HDI kennen keine Familienplanung, haben keinen Zugang zu Verhütungsmitteln, keine Kenntnisse über den sachgemäßen Gebrauch oder die Benutzung ist ihnen aus religiösen oder kulturellen Gründen verwehrt.

## WHO Forschungsprogramm
1972 wurde ein Sonderprogramm der WHO eingerichtet, um auf den weltweit gestiegenen Bedarf an Forschung auf dem Gebiet der menschlichen Fortpflanzung zu reagieren und zwar mit Schwerpunkt auf den Bedürfnissen der Entwicklungsländer in den Bereichen Familienplanung, sichere Schwangerschaft, Geburt, Gesundheit und Überleben von Säuglingen und Kindern sowie Safer Sex. Die Forschungsaktivitäten werden von Lenkungsausschüssen geleitet, die sich aus multidisziplinären, multinationalen Teams zusammensetzen.

## Fortpflanzung mithilfe der Reproduktionsmedizin
Wenn eine Frau zwar befruchtungsfähige Eizellen bildet (Oogenese), aber beispielsweise verklebte Eileiter oder uterine Fehlbildungen einer Empfängnis bzw. dem Austragen einer Schwangerschaft entgegenstehen, kann sich eine Leihmutter am Fortpflanzungsgeschehen beteiligen, sofern die Gesetze des betreffenden Landes es erlauben. Im Zusammenhang mit dem Embryonenschutzgesetz gibt es Diskussionen zu ethischen Fragen. Jeder Versuch durch Genmanipulation Zellen der menschlichen Keimbahn zu verändern wird in Deutschland mit Freiheitsstrafe oder einer hohen Geldbuße bestraft.